# U-doki
『U-doki』（ゆうどき）は、2012年4月7日からテレビ宮崎 (UMK) で土曜日の17:55 - 19:00に生放送されている報道番組・情報番組である。

## 概要
前番組｢うぃーく.COM｣と｢HOT WAVE｣の2番組を統合し、2012年4月7日から放送している自社制作の報道・情報番組である、当局のレギュラー番組で放送分が60分を超える自社制作番組は開局後初である。

## 出演者
特記以外は全員、テレビ宮崎のアナウンサー

### メインキャスター
- 榎木田朱美（2014.4.5 - 2021.10）

### サブキャスター
- 児玉泰一郎（2014.4.5 - 2023.3.25）
- 永井友梨
- 高巣由貴
- 宮崎愛子（2021.11 - 2023.3）

## 過去の出演者
- 高橋巨典
- 興梠裕子
- 小西麻衣子
- 武田華奈
- 藤崎佑貴
- 瀬良友里奈

### リポーター
- キマグレン（ミュージシャン）

## 主な内容
- 週感NEWS - 宮崎で起こった1週間の出来事をまとめて伝える。
- FOUCS - 専門家を招いてニュース解説を行う。
- ヒューマン - 特集コーナー。県外で活躍する宮崎県出身者を取り上げる。
- ゆーどきスタイル - 生活情報や旬の話題を紹介。
- REASON - 県内で活躍する宮崎県出身者を取り上げる。
- キマグレとりっぷ - 音楽ユニット・キマグレンの2人が宮崎県内を旅する。
- 放課後ファイター - 部活動で活躍する高校生を紹介。
- エンタメ - 芸能情報。
- 天気予報

## 放送時間
- 毎週土曜日 17:56 - 19:00

　※ただし、フジテレビの編成により18:30に番組終了の場合あり。